# Phyllachora therophila
Phyllachora therophila är en svampart som först beskrevs av Jean Baptiste Desmazières, och fick sitt nu gällande namn av Arx & E. Müll. 1954. Phyllachora therophila ingår i släktet Phyllachora och familjen Phyllachoraceae.  Arten är reproducerande i Sverige. Inga underarter finns listade i Catalogue of Life.